# Dumba Cambango
Dumba Cambango, também chamada simplesmente como Dumba, é uma vila e comuna angolana que se localiza na província de Malanje, pertencente ao município de Cambundi Catembo.